# أتلاسيان
أتلاسيان ( /ətˈlæsiən/ )(بالإنجليزية: Atlassian)‏ هي شركة برمجيات أسترالية تطور منتجات لمطوري البرمجيات ومديري المشاريع .

## التسمية
الاسم مشتق من عملاق أطلس في الأساطير اليونانية والإطاحة جبابرة . (الشكل المعتاد للكلمة هو أطلنطي Atlantean . ) انعكس الاشتقاق في شعار الشركة المستخدم من عام 2011 حتى إعادة تصميم العلامة التجارية عام 2017 من خلال شكل أزرق على شكل X يحمل ما يظهر أنه قاع السماء.

## تاريخ
أسس مايك كانون بروكس وسكوت فاركوهار شركة أتلاسيان في عام 2002. التقى الزوجان أثناء الدراسة في جامعة نيو ساوث ويلز في سيدني. حيث قاموا بتمهيد الشركة لعدة سنوات ، بتمويل الشركة الناشئة بدين بطاقة ائتمان بقيمة 10000 دولار.

## عمليات الاستحواذ وإعلانات المنتجات
في عام 2010 ، استحوذت أتلاسيان على Bitbucket ، وهي خدمة مستضافة للتعاون في الكود. في مايو 2012 ، تم تقديم Atlassian Marketplace كموقع ويب حيث يمكن للعملاء تنزيل المكونات الإضافية لمنتجات أتلاسيان المختلفة. في نفس العام ، أصدرت أتلاسيان أيضًا Stash ، وهو مستودع Git للمؤسسات ، تمت إعادة تسميته لاحقًا باسم Bitbucket Server.
تشمل المنتجات الإضافية Crucible و FishEye و Bamboo و Clover والتي تستهدف المبرمجين الذين يعملون مع قاعدة رمز. دخلت FishEye و Crucible و Clover إلى محفظة Atlassian من خلال الاستحواذ على شركة برمجيات أسترالية أخرى ، Cenqua ، في عام 2007. في عام 2012 ، استحوذت أتلاسيان على HipChat، وهي مراسلة فورية لبيئات العمل.
أصبح دوج بورغوم رئيسًا لمجلس إدارتها في يوليو 2012.

في عام 2013 ، أعلنت Atlassian عن منتج مكتب خدمة Jira مع دعم كامل لاتفاقية مستوى الخدمة .
Sourcetree هو عميل سطح مكتب Git وMercurial للمطورين على Mac أو Windows.
في عام 2015 ، أعلنت عن استحواذها على شركة دردشة العمل Hall ، بهدف ترحيل جميع عملاء Hall إلى منتج الدردشة HipChat الخاص بها.
تم الاستحواذ على شركة ناشئة صغيرة تسمى Dogwood Labs في دنفر بولاية كولورادو والتي كان لديها منتج يسمى StatusPage في يوليو 2016.
في يناير 2017 ، أعلنت أتلاسيان عن شراء Trello مقابل 425 مليون دولارًا .
في 7 سبتمبر 2017 ، أطلقت الشركة سترايد، وهي دردشة ويب بديلة لـ Slack . بعد أقل من عام، في 26 يوليو 2018 ، أعلنت أتلاسيان أنها ستخرج من مجال الدردشة، وأنها باعت الملكية الفكرية لـ HipChat و Stride إلى منافس Slack ، وأنها ستغلق HipChat و Stride في عام 2019 . كجزء من الصفقة ، حصلت أتلاسيان على حصة صغيرة في سلاك.
في 4 سبتمبر 2018، استحوذت الشركة على OpsGenie مقابل 295 مليون دولار.
في 18 مارس 2019 ، أعلنت الشركة أنها استحوذت على Agilecraft مقابل 166 مليون دولارًا . في 25 أبريل 2019 ، تم تغيير اسم AgileCraft إلى Jira Align.
في 17 أكتوبر 2019 ، انتهى استحواذ أتلاسيان على Code Barrel ، صانعي "Automation for Jira" ، المتاح في سوق جيرا.
في 12 مايو 2020 ، استحوذت على Halp مقابل مبلغ لم يكشف عنه.
في 30 يوليو 2020 ، أعلنت شركة أتلاسيان عن استحواذها على شركة Asset Management - Mindville لزيادة قوة مجموعة أدوات ITSM الخاصة بها مقابل مبلغ لم يكشف عنه.

## منتجات
أصدرت أتلاسيان منتجها الرائد ، Jira - متعقب المشاريع والقضايا ، في عام 2002. في عام 2004 ، أصدرت Confluence ، وهي منصة تعاون جماعي تتيح للمستخدمين العمل معًا في المشاريع ، والمشاركة في إنشاء المحتوى، ومشاركة المستندات وأصول الوسائط الأخرى.
في يوليو 2010، جمعت أتلاسيان 60 دولارًا مليون في رأس المال الاستثماري من Accel Partners .
في يونيو 2011 ، أعلنت أتلاسيان عن إيرادات بقيمة 102 دولارًا مليون، بزيادة 35٪ عن العام السابق.
في أغسطس 2011 ، أصبح جاي سيمونز رئيسًا ، بينما احتفظ كانون بروكس وفاركوهار بمنصبيهما «كرئيس تنفيذي مشارك». بالنسبة للسنة المالية في يونيو 2014، أبلغت أتلاسيان عن 215  مليون دولار، ارتفاعًا من 144 مليون في عام 2013.

## الهيكلة والموظفون
في إعادة هيكلة عام 2014 ، أصبحت الشركة الأم شركة Atlassian Corporation PLC من المملكة المتحدة ، مع عنوان مسجل في لندن على الرغم من أن المقر الفعلي ظل في سيدني.
لدى أتلاسيان تسعة مكاتب في ستة بلدان: أمستردام وأوستن ونيويورك وسان فرانسيسكو وماونتن فيو وكاليفورنيا، مانيلا ويوكوهاما وبنغالور وسيدني .
تضم المجموعة أكثر من 3000 موظف يخدمون أكثر من 130.000 عميل وملايين المستخدمين.

## مبيعات
في نوفمبر 2015 ، أعلنت شركة أتلاسيان عن مبيعات بقيمة 320 مليون دولارًا ،  وشونا براون أضيفت إلى مجلس إدارتها. في 10 ديسمبر 2015 قدمت أتلاسيان طرحها العام الأولي (IPO) في بورصة ناسداك ،  تحت الرمز TEAM ، ووضع القيمة السوقية لشركة أتلاسيان عند 4.37 مليار دولار . جعل الاكتتاب الأولي لمؤسسيها Farquhar و Cannon-Brookes Australia أول مليارديرات في مجال التكنولوجيا الناشئة وأسماء عائلية في بلدهم الأصلي ، على الرغم من أن أتلاسيان وصفت بـ «شركة برمجيات مملة للغاية» في صحيفة New York Times لتركيزها على برامج التطوير والإدارة.
في مارس 2019 ، بلغت قيمة أتلاسيان 26.6 مليار دولارًا أمريكيًا . يمتلك كانون بروكس وفاركوهار حوالي 30 في المائة لكل منهما.
لا يوجد لدى أتلاسيان فريق مبيعات تقليدي ، حيث يعتمد بدلاً من ذلك على موقعه على الويب  وقنواته الشريكة.

## روابط خارجية
- الموقع الرسمي